# La febbre dell'oro nero
La febbre dell'oro nero (Pittsburgh) è un film del 1942 diretto da Lewis Seiler.
È un film drammatico statunitense con protagonisti Marlene Dietrich, John Wayne e Randolph Scott.

## Trama
Pittsburgh Markham è un ambizioso minatore di carbone che sogna di fare fortuna, ma il suo carattere sicuro di sé lo porta spesso a trattare gli altri con superficialità. Amichevole ma opportunista, sfrutta le persone per i propri scopi, come quando convince il suo migliore amico Cash Evans a combattere un incontro di boxe per raccogliere denaro. L’incontro con Josie Winters, una donna di umili origini come lui, lo colpisce a tal punto da soprannominarla "Contessa". Sebbene Josie sia scettica sui suoi grandi progetti, lo sfida ad abbandonare il lavoro in miniera, spingendolo a licenziarsi insieme a Cash. Determinato a emergere, Pittsburgh ottiene l’interesse del magnate dell’acciaio Morgan Prentiss con un affare vantaggioso e, senza scrupoli, falsifica la sua firma per garantirsi l’accordo. Il successo lo inebria e inizia a parlare di migliorare la condizione dei suoi ex colleghi minatori, ma la sua scalata lo allontana dai suoi ideali. Sposa Shannon, la figlia di Prentiss, ma si sente fuori posto tra i ricchi industriali. Il suo desiderio di potere lo porta a estromettere il suocero dagli affari e a tradire i lavoratori che aveva promesso di aiutare. Arriva perfino a bloccare una ricerca medica che potrebbe alleviare le sofferenze mondiali, solo perché non garantisce profitti immediati.
Cash, stanco delle sue manovre spregiudicate, si tira fuori dalla loro società. Quando gli operai della miniera si ribellano, Pittsburgh decide di affrontarli da solo, ma Cash interviene per evitare che la situazione degeneri, trasformando lo scontro in un duello personale. Nel frattempo, la sua vita privata crolla: Cash lo abbandona, sua moglie lo lascia e Josie rimane gravemente ferita in un incidente minerario. Rimasto solo, cerca di rimediare ai suoi errori, ma ormai il suo impero si sgretola. Con l’America impegnata nella Seconda Guerra Mondiale, Pittsburgh assume un’identità diversa e lavora per l’azienda di Cash, partendo dal basso. Le sue idee innovative attirano nuovamente l’attenzione, ma il loro incontro rischia di trasformarsi in un altro scontro, finché Josie non interviene per riconciliarli. Uniti dall’amor di patria, i tre ritrovano un legame, mentre Pittsburgh, con la sua tipica sicurezza, si autoproclama socio di Cash.

## Produzione
Il film, diretto da Lewis Seiler su una sceneggiatura di Kenneth Gamet, Tom Reed e John Twist con il soggetto di George Owen e dello stesso Reed, fu prodotto da Robert Fellows per la Universal Pictures tramite la Charles K. Feldman Group e girato negli Universal Studios a Universal City, in California, e a Pittsburgh, in Pennsylvania, dal 26 agosto all'ottobre del 1942. Il titolo di lavorazione fu Out of This Earth.

## Distribuzione
Il film fu distribuito con il titolo Pittsburgh negli Stati Uniti dall'11 dicembre 1942 al cinema dalla Universal Pictures.
Alcune delle uscite internazionali sono state:
- nel Regno Unito l'8 marzo 1943
- in Svezia il 22 aprile 1943 (Nattens ängel)
- in Portogallo il 29 novembre 1944 (Sangue Negro)
- in Spagna il 14 marzo 1945 (Forja de corazones)
- in Finlandia il 18 gennaio 1946 (Yön enkeli)
- nei Paesi Bassi il 13 settembre 1946
- negli Stati Uniti il 1º dicembre 1947 (riedizione)
- in Danimarca il 9 febbraio 1948 (Sort guld)
- in Austria il 22 settembre 1950 (Pittsburgh)
- in Francia il 22 maggio 1951 (Pittsburgh e La fièvre de l'or noir)
- in Giappone il 12 ottobre 1951
- in Danimarca il 22 giugno 1960 (riedizione)
- in Germania Ovest il 1º ottobre 1986 (Pittsburgh, in prima TV)
- in Grecia (Pittsburgh e Stin kolasi tou mavrou hrysou)
- in Brasile (Ódio E Paixão)
- in Italia (La febbre dell'oro nero)